# Mauro Boselli (auteur)
Pour les articles homonymes, voir Mauro Boselli et Boselli.
Mauro Boselli (né le 30 août 1953 à Milan) est un scénariste de bande dessinée italien qui travaille pour Bonelli depuis 1984. C'est l'un des scénaristes officiels de Tex.

## Prix
- 2006 : Prix Micheluzzi de la meilleure série italienne réaliste pour Dampyr
- 2010 : Mention spéciale au prix Micheluzzi de la meilleure bande dessinée pour Patagonia (avec Pasquale Frisenda)
- 2013 :  Prix Haxtur de la meilleure histoire longue pour Tex : Colorado Bell (avec Alfonso Font)